# Calcostibita
La calcostibita o calcostibina es un mineral de la  clase de las sulfosales, que fue descrita originalmente por Zinken con el nombre de Kupferantimonglanz (mineral brillante de cobre y antimonio), a partir de ejemplares obtenidos en la mina Graf Jost-Christian, Wolfsberg, Stolberg, Harz, Alemania, que consecuentemente se considera su localidad tipo. Posteriormente, Glocker propuso el nombre de Chalkostibit, calcostibita en español, que deriva de los términos griegos que designan a sus componentes principales, chalkos (cobre) y stibi (antimonio). También se utilizó el nombre de wolfsbergita, derivado de la localidad, pero finalmente se asignó la preferencia a calcostibita. Los ejemplares encontrados en Güéjar Sierra (Granada), España,  y estudiados por Cumenge, se consideraron inicialmente una especie distinta, y recibieron el nombre de güejarita,derivado de la localidad, descartado posteriormente al comprobarse que el mineral no era realmente nuevo, sino que se trataba de calcostibita.

## Propiedades físicas y químicas
La calcostibita es una sulfosal, compuesta por cobre, antinonio y azufre. Puede contener cantidades pequeñas, usualmente por debajo del 1%, de plomo y/o hierro. Tiene una exfoliación muy marcada, y en los planos de exfoliación presenta un brillo metálico muy intenso. Son frecuentes los cristales de desarrollo tabular alargado, a veces con terminaciones complejas. La superficie de los cristales está freceuentemente alterada, quedando sin brillo o incluso recubierta de minerales secundarios.

## Yacimientos
La calcostibita es un mineral relativamente frecuente en los yacimientos hidrotermales de sulfuros complejos, asociada a otros minerales de cobre, como la calcopirita, tetraedrita y tennantita, y a veces también la jamesonita y bournonita. La calcostibita es un mineral frecuente en varios yacimientos de Bolivia, especialmente en la mina Pulacayo (o Huanchaca) y en la mina Colquechaca, en Potosí, y en la mina Itos, en Oruro. En España se encontraron cristales de un tamaño de varios centímetros en la mina Teresa, en Güéjar Sierra (Granada) que inicialmente se consideraron otro mineral, y que recibió el nombre de güejarita. También se encontraron cristales grandes en la mina Nena, en Capileira, y en la mina El Vagón, en Lanteira (Granada). En la mina Bilbilitana, en Alpartir (Zaragoza) aparece como masas exfoliables dentro de siderita.